# فيسنتي غونزاليس (سياسي)
فيسنتي غونزاليس (بالإنجليزية: Vicente González)‏ هو محامي وسياسي أمريكي، ولد في 4 سبتمبر 1967 في كوربوس كريستي في الولايات المتحدة. حزبياً، نشط في الحزب الديمقراطي. في انتخابات مجلس النواب الأمريكي 2016، انتخب عضو مجلس النواب الأمريكي عن دائرة Texas's 15th congressional district ‏ وقد انضم خلال فترته النيابية ‏ (3 يناير 2017 – 3 يناير 2019)  للكتلة البرلمانية الحزب الديمقراطي وانتخب عضو مجلس النواب الأمريكي (3 يناير 2017 – ).

## وصلات خارجية
- الموقع الرسمي